# Gera-Unstrut-Helme-Niederung
Die Gera-Unstrut-Helme-Niederung ist eine Niederungs- und Auenlandschaft im Nordosten und in der Mitte von Thüringen und im Südwesten von Sachsen-Anhalt (Deutschland).
Das Gebiet liegt zwischen dem Harz im Norden und dem Thüringer Wald im Süden und gehört nach dem Handbuch der naturräumlichen Gliederung Deutschlands zum Vorfluter des Thüringer Becken und seiner Randplatten.

## Geographische Lage

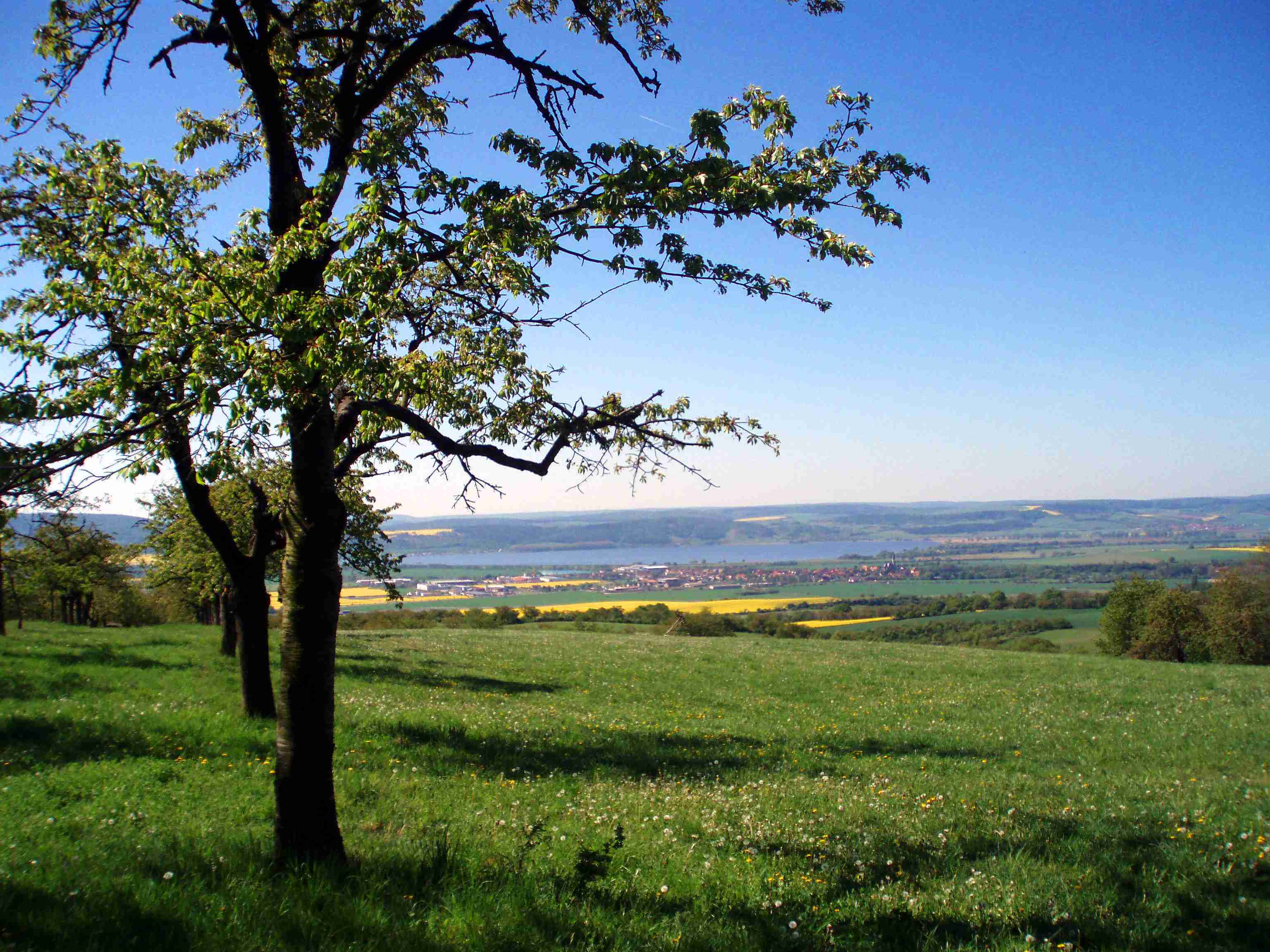
Blick auf die Goldene Aue bei Berga-Kelbra

Die Gera-Unstrut-Helme-Niederung erstreckt sich entlang der gleichnamigen Flüsse in den Landkreisen Nordhausen, Sömmerda, Kyffhäuser, mit einem geringen Anteil im Unstrut-Hainich-Kreis und der Stadt Erfurt in Thüringen  und im Landkreis Mansfeld-Südharz in Sachsen-Anhalt.
Die größten Städte sind Erfurt an seinem südlichen, Nordhausen am nordwestlichen und Sangerhausen am nordöstlichen Rand. Sömmerda und Artern liegen unmittelbar an der Unstrut. Die Höhenlagen der Niederungen reichen von 170 m bei Nordhausen und Gispersleben bis etwa 115 m am Eintritt der Unstrut in die Unteren Unstrutplatten bei Memleben.

## Naturräumliche Einordnung
Die ca. 528 km² Gesamtfläche einnehmende Landschaft stellt innerhalb der naturräumlichen Haupteinheitengruppe Thüringer Becken (mit Randplatten) die Haupteinheit 487 dar.

### Einstufung nach TLUG
Nach der rein innerthüringischen Einteilung Die Naturräume Thüringens der Thüringer Landesanstalt für Umwelt und Geologie in Jena (TLUG) gehören die in Thüringen liegenden Anteile zu den Auen und Niederungen:
- 6.1 Goldene Aue
- 6.2 Helme-Unstrut-Niederung
- 6.3 Gera-Unstrut-Niederung

Die Ostabdachung des Kyffhäusergebirges wird hier wie bei dem Landschaftssteckbrief des BfN benachbarten Naturräumen zugerechnet.

## Teillandschaften

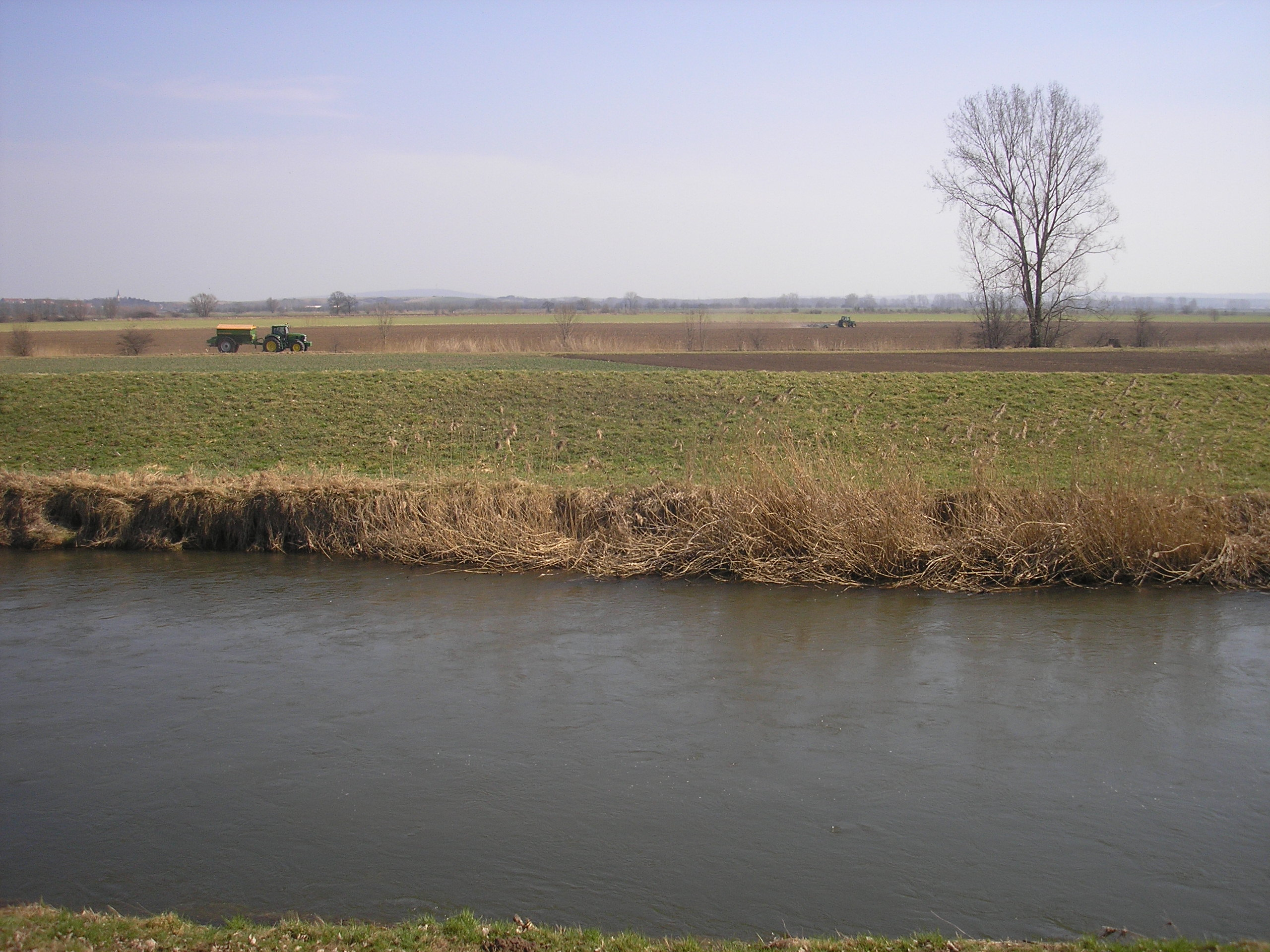
Die Geraniederung bei Andisleben

### Gera-Unstrut-Niederung
Südlich der Sachsenburger Pforte bildet die Niederung entlang von Gera, Unstrut und weiteren Zuflüssen (Lossa, Helbe) zusammen mit dem Hügelland des Keuperbeckens das eigentliche Thüringer Becken. Größere Landschaften bilden hier unter anderem das Große Ried bei Gispersleben und das Unstrut-Lossa-Rieth bei Leubingen.

### Helme-Unstrut-Niederung
Jenseits des Unstrutdurchbruches bilden sich wieder breitere Niederungsflächen. Unmittelbar nördlich schließt sich die Diamantene Aue mit dem Esperstedter Rieth bei Bad Frankenhausen und der Das Ried genannten Talaue bei Artern an. Nach Osten reicht das Untere Unstrutrieth bis nach Memleben. Im Norden bildet das Helmerieth zwischen dem Harz und dem Kyffhäuser den zentralen Teil der Goldenen Aue. Eingeschlossen in die Niederung der Goldenen Aue sind hier die Buntsandsteinerhebungen der Haardt (186 m) und der Heide (am Mittelkopf: 244 m).

### Ostabdachung des Kyffhäuser
Zum Naturraum wird noch die Ostabdachung des Kyffhäuser bis nahe der Stadt Artern hinzugerechnet. Sie besteht aus Buntsandstein und erreicht Höhen bis 50 m über den Talauen (Weinberg: 182 m, Helmberg: 165 m).

## Geologie und Natur
Entstanden sind die Niederungen überwiegend durch Absenkung infolge von Auslaugungen der Zechstein- und Gipslager im Untergrund, an der Helmeniederung waren zum Teil auch tektonische Einflüsse beteiligt. Die Täler wurden durch Ablagerung von Schotter aus den Gebirgsabflüssen aufgefüllt und bilden flache Talauen. An einigen Stellen treten am Übergang zum Zechstein auch Solequellen zu Tage.
Die flachen Talböden sind mit Auelehm und mit Schwarzerden bedeckt. Wegen der guten Böden werden die Niederungen komplett landwirtschaftlich genutzt, im Überschwemmungsgebieten auch als Grasland. Naturschutzgebiete gibt es hier nur wenige (zum Beispiel an der Talsperre Kelbra). Bedeutend sind dagegen größere Vogelschutzgebiete bei Straußfurt und Berga-Kelbra.

## Hochwasserschutz

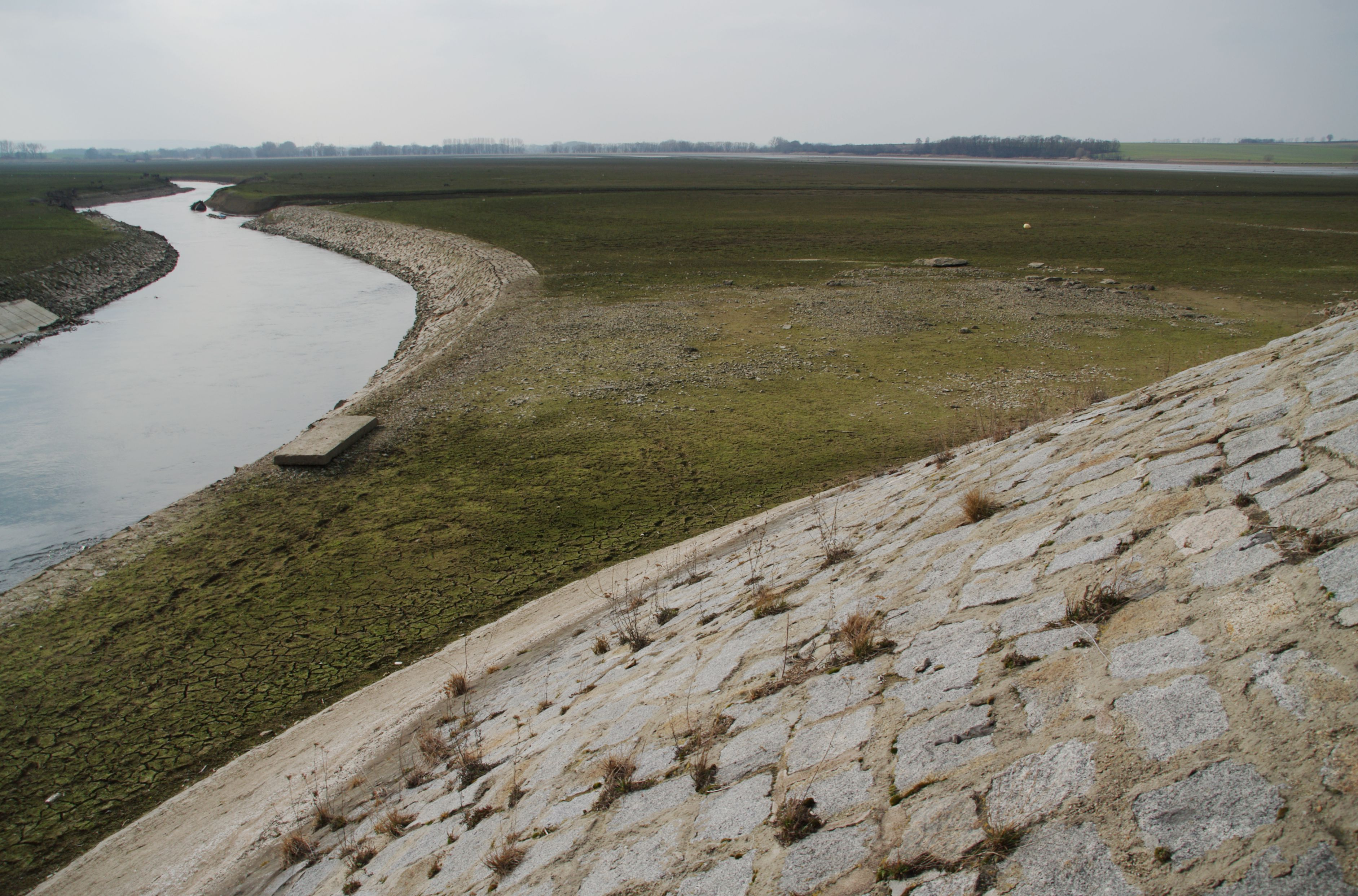
Das leere Wasserrückhaltebecken bei Straußfurt

Die Niederungen sind auf Grund des geringen Gefälles und des großen Einzugsbereiches stark durch Hochwasser gefährdet. Aus diesem Grund wurden neben zahlreichen kleineren Stauseen im Umland größere Hochwasserrückhaltebecken bei Straußfurt und Berga-Kelbra errichtet.